# 기시촌 (효고현 가토군)
기시촌(来住村)은 효고현 가토군에 설치되었던 촌이다. 현재의 오노시에 해당한다.